# Otto Striegel
Otto Striegel (ur. 1916, zm. 20 czerwca 1947 w Landsberg am Lech) – zbrodniarz hitlerowski, członek załogi obozu koncentracyjnego Mauthausen-Gusen i SS-Hauptscharführer.
Członek Waffen-SS od 1 stycznia 1938 (nr identyfikacyjny 342160). Należał do załogi Mauthausen od września 1938 do maja 1945. Początkowo pełnił służbę jako strażnik w obozie głównym, a następnie od 21 kwietnia 1944 był członkiem personelu kuchni w podobozie Melk. Liczne są przypadki, gdy maltretował więźniów. Brał też udział w egzekucjach w obozowych kamieniołomach.
Otto Striegel został skazany w pierwszym procesie załogi Mauthausen przez amerykański Trybunał Wojskowy w Dachau na karę śmierci. Wyrok wykonano przez powieszenie w więzieniu Landsberg 20 czerwca 1947.